# Eatonia
Eatonia är en ort i Kanada.   Den ligger i provinsen Saskatchewan, i den centrala delen av landet, 2 500 km väster om huvudstaden Ottawa. Eatonia ligger 723 meter över havet och antalet invånare är 449.
Terrängen runt Eatonia är platt. Trakten runt Eatonia är nära nog obefolkad, med mindre än två invånare per kvadratkilometer.. Det finns inga andra samhällen i närheten.
Trakten runt Eatonia består i huvudsak av gräsmarker.